# Лісництво
Лісни́цтво — територіально-виробнича одиниця в лісовому господарстві, а також господарські будівлі, в яких розташовується управління лісовою ділянкою. Територія лісництв підрозділяється на майстерські дільниці та лісові обходи і складає від декількох сотень до сотень тисяч гектарів. Веде господарство в лісництві і відповідає за його стан лісничий. У штат лісництва входять також помічник лісничого та майстри лісу (колишні лісники). Всі вони є посадовими особами державної лісової охорони.
У лісах державного значення зазвичай входить до складу лісгоспів.
Основні завдання, які вирішують лісництва під час своєї діяльності:
- відновлення лісу на вирубках, догляд за ним, лісорозведення та інші лісогосподарські заходи, що підвищують продуктивність лісу;
- відведення лісосік, нагляд за дотриманням правил рубок лісу, здійснення охорони лісу від пожеж, незаконних  рубок, шкідливих комах і хвороб, пошкодження внаслідок антропогенного та іншого шкідливого впливу;
- здійснення державного контролю за додержанням всіма лісокористувачами, власниками лісів та іншими юридичними і фізичними особами лісового законодавства;
- запобігання злочинам і адміністративним правопорушенням у сфері лісового господарства та використання лісових ресурсів[3].

Сучасна господарська діяльність у лісництві базується на теоретичних та практичних досягненнях лісівництва — науки про закони життя та розвитку лісу, а також на постійній підготовці та підвищенні кваліфікації кадрів.